# Ein sonderbarer Heiliger
Ein sonderbarer Heiliger (Originaltitel: The Reluctant Saint) ist ein Historienfilm, der als italienisch-amerikanische Koproduktion entstand und den Volksheiligen Josef von Copertino zum Thema hat. In Westdeutschland wurde der Film am 2. November 1962 uraufgeführt.

## Handlung
Italien, 17. Jahrhundert. Giuseppe ist ein etwas einfältiger und sorgloser junger Mann. Trotz seiner 20 Jahre schickt ihn seine Mutter immer noch zur Schule, damit er versorgt ist. Bei einem Versuch zu arbeiten zerstört er die Weinreben von Baron Marco.
Giuseppes Mutter schafft es, ihren Sohn zu ihrem Bruder Pater Giovanni, der Giuseppe einst getauft hatte, in das Franziskanerkloster zu vermitteln. Dort kommt er unter die Obhut von Pater Raspi und wird mit seinen Mitbrüdern zum Betteln geschickt. Als Giuseppe ausgeraubt wird, verlangt Pater Raspi, ihn wieder wegzuschicken, doch Pater Giovanni bittet ihn, Geduld mit Giuseppe zu haben. Boppo, der Bucklige, hält Giuseppe für einen Günstling seines Onkels Pater Giovanni und lässt es so aussehen, als hätte Giuseppe durch seine Tollpatschigkeit die Madonnenfigur im Klostergarten zerstört.
Giuseppe kehrt kurz nach Hause zurück, weil sein Vater gestorben ist. Als seine Mutter erfährt, dass er wegen des Vorfalls mit der Statue das Kloster verlassen soll, setzt sie sich vehement für seine Rückkehr in das Kloster ein. Bei der Visitation durch Bischof Durso hinterlässt Giuseppe einen guten Eindruck, nachdem er erfolgreich die schwierige Geburt zweier Lämmer begleitet. Noch beeindruckter zeigt sich der Bischof – nach einem hochgeistigen Vortrag von Bruder Orlando über die Dreifaltigkeit – von Giuseppes Fähigkeit, diese in einfachen Worten zu erklären. Der Bischof ermutigt Giuseppe, Priester zu werden. Pater Raspi zweifelt an der Einschätzung des Bischofs.
Bruder Orlando wird beauftragt, Giuseppe Unterricht zu geben, verzweifelt jedoch an dieser Aufgabe. Giuseppe gesteht seinem Onkel, dass er sich lieber um die Tiere im Stall kümmern würde, doch verspricht ihm Pater Giovanni, dass Giuseppe immer einen Platz im Kloster hat. Giuseppe besteht aber die Prüfung in Brindisi, weil ausgerechnet sein Lieblingskapitel aus dem Lukas-Evangelium abgefragt wird. Bruder Orlando dagegen hat weniger Glück.
Trotz seiner Sehnsucht danach, wieder in den Stall zurückzukehren, wird Giuseppe von seinem Onkel zu weiteren Studien angehalten. Goppo hingegen ist verärgert, weil er Giuseppes Arbeit im Stall übernehmen muss. Ein Jahr später in Neapel lässt Durso in seiner neuen Funktion als Erzbischof Giuseppe auch ohne Prüfung bestehen und meint, er habe Giuseppe bereits geprüft.
Als Giuseppe nach Hause zurückkehrt, kann seine Mutter zunächst nicht glauben, dass er Priester geworden ist, ist dann aber umso glücklicher. Auch die Dorfbewohner reagieren mit Freude. Als er zur Jungfrau Maria betet, fängt er plötzlich an zu schweben. Goppo, der Zeuge des Ereignisses geworden ist, findet keinen Glauben bei seinen Mitbrüdern. Während Giuseppes erster Messe müssen Giovanni und Raspi einen Ansturm der Dorfbewohner abwehren, die weitere Wunder von Giuseppe sehen wollen, und bekommen nicht mit, wie Giuseppe noch während des Gottesdienstes ein weiteres Mal schwebt.
Während der offiziellen Untersuchung der Vorfälle beschuldigt Pater Raspi Giuseppe, vom Teufel besessen zu sein. Nach dem von Pater Raspi durchgeführten Exorzismus fängt Giuseppe, obwohl angekettet, erneut an zu schweben. Am 16. Juli 1767 wird Giuseppe von Papst Clemens XIII. heiliggesprochen.

## Synchronisation
Die deutsche Fassung des Films hat folgende Synchronsprecher:
| Rolle               | Darsteller           | Synchronsprecher      |
| ------------------- | -------------------- | --------------------- |
| Giuseppe            | Maximilian Schell    | Maximilian Schell     |
| Giuseppes Mutter    | Lea Padovani         | Eva Eras              |
| Giuseppes Vater     | Arnoldo Foà          | Konrad Wagner         |
| Pater Raspi         | Ricardo Montalbán    | Klaus Miedel          |
| Bischof             | Tonio Selwart        | Paul Wagner           |
| Bischof Duso        | Akim Tamiroff        | Alfred Balthoff       |
| Bruder Orlando      | Giulio Bosetti       | Jochen Schröder       |
| Gobbo               | Carlo Graccolo       | Alexander Welbat      |
| Kirchlicher Rat     | Armand Mestral       | Siegfried Schürenberg |
| Kommissionsmitglied | Giacomo Rossi Stuart | Arnold Marquis        |
| Monsignore          | Mel Welles           | Heinz Petruo          |
| Pater Giovanni      | Harold Goldblatt     | Eduard Wandrey        |
| Bauer               | N. N.                | Otto Czarski          |
| Mönch               | N. N.                | Gerd Duwner           |
| Mönch               | N. N.                | Erich Poremski        |

## Kritiken
„Ein ungenauer und mißverständlicher Versuch, den Lebensweg des 1767 heiliggesprochenen Mystikers Joseph von Copertino – vom Dorftrottel zum umstrittenen Franziskanerpater – in einigen Episoden nachzuskizzieren. Von Dmytryk („ein urkomischer und herzgewinnender Stoff“) in eigener Produktion inszeniert, aber nur im ersten Teil überzeugend.“